# 千鳥站

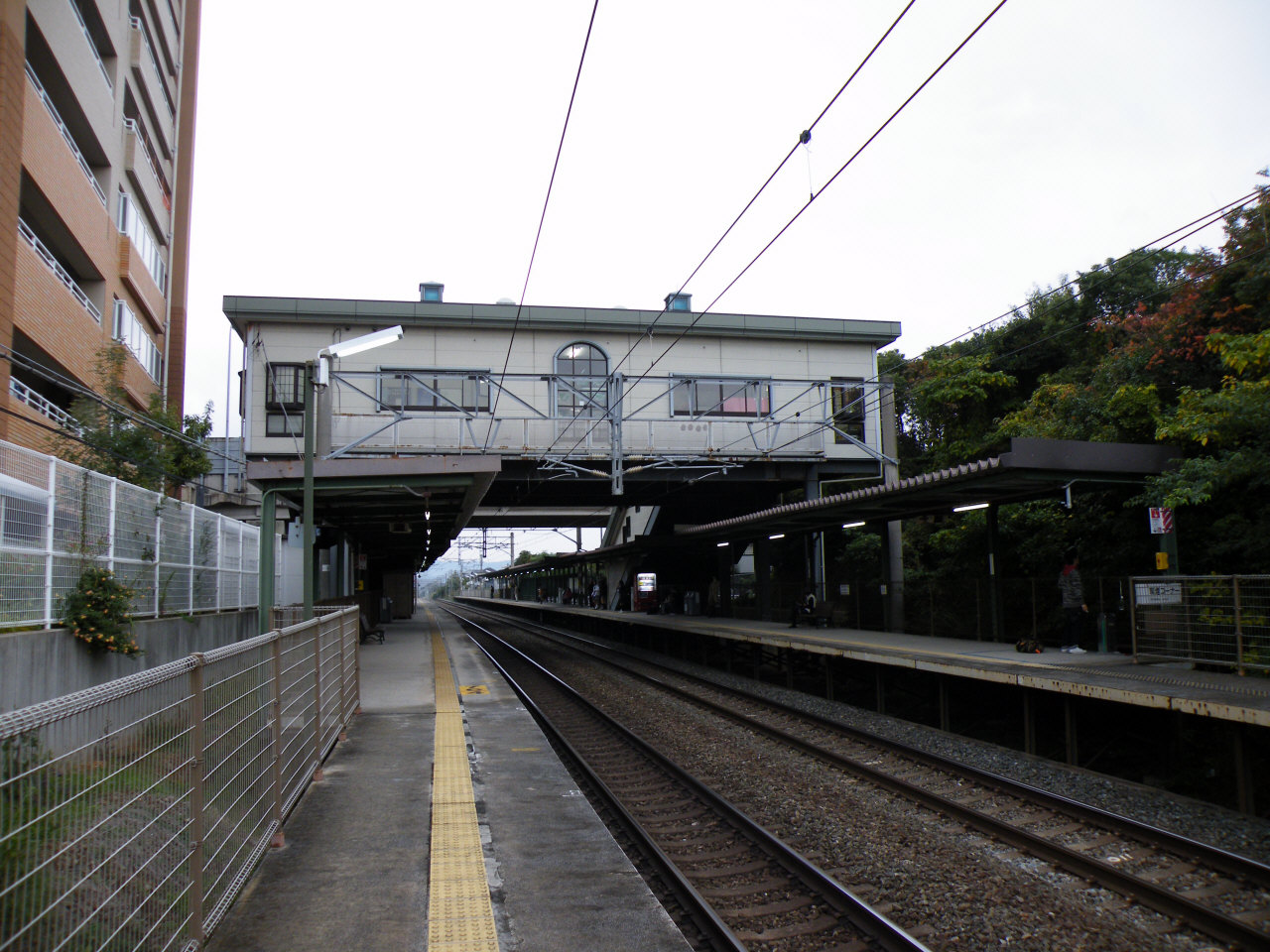
站內

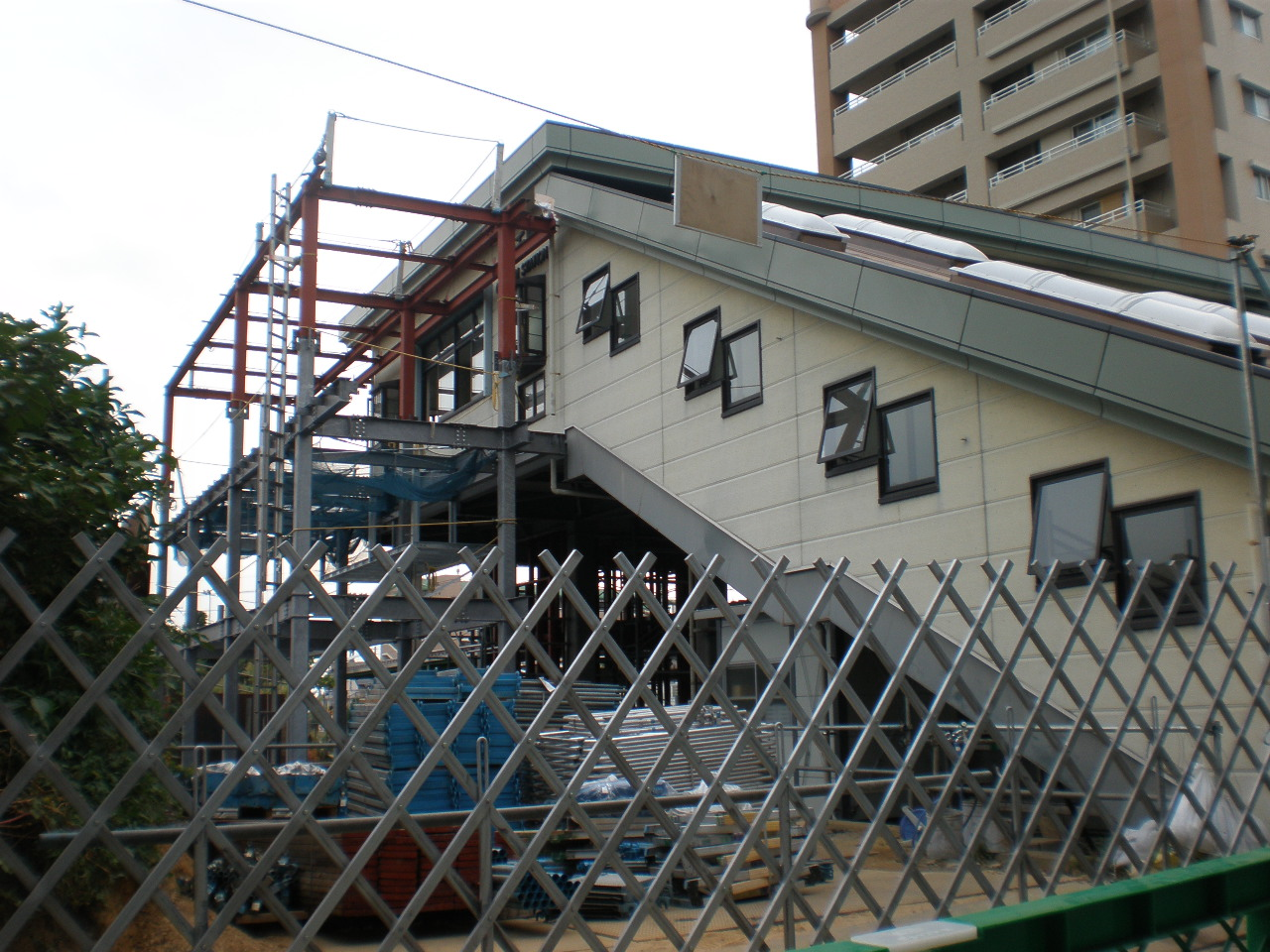
增設東出口工程

千鳥站（日语：／ Chidori eki */?）是位於福岡縣古賀市千鳥五丁目，九州旅客鐵道（JR九州）的鹿兒島本線車站。車站編號為JA10。

## 歷史
- 1991年（平成3年）9月30日 - 車站啟用。在此站設有JR九州首名女性站長[2]。
- 2000年（平成12年）2月19日 - 引入自動閘機。
- 2009年（平成21年）3月1日 - 此站可以使用IC卡「SUGOCA」[3]。
- 2011年（平成23年）2月25日 - 為了達到無障礙化，翻新了車站大樓，並增設東出口。車站內加設4台升降機，以及供傷殘人士用的廁所。
- 2022年3月12日：停用綠色窗口，改為使用指定席劵發售機[4]。

## 車站名的由來
車站名稱是取自車站啟用時的地名（糟屋郡古賀町字千鳥）。在車站東邊地區(舞之里)設有由住宅都市整備公團建設的「千鳥公園鎮」大規模住宅用地。
「千鳥」的名字是來自鄰近千鳥池。

## 車站構造
車站是一座設有跨站式站房的地面車站，設有2面2線的相對式月台。車站大樓的設計由JR九州女性職員負責。
此站是由JR九州鐵道營業管理的業務委託車站，設有自動閘機，亦可以使用「SUGOCA」IC卡。不過因為精簡人手，2022年3月12日起停用綠色窗口，改為使用指定席劵發售機。
在啟用當初設有商店，後來結業並改為販賣亭，售票新聞等商品。

### 月台
| 月台 | 路線       | 上下行 | 方向             |
| ---- | ---------- | ------ | ---------------- |
| 1    | 鹿兒島本線 | 上行   | 折尾、小倉方向   |
| 2    | 鹿兒島本線 | 下行   | 博多、久留米方向 |

## 使用狀況
在2018年（平成30年）度，1日平均乘車人次為3,814人，在JR九州車站中排第56。
| 乘車人次變遷       | 乘車人次變遷 |
| 年度               | 1日平均人次  |
| ------------------ | ------------ |
| 2016年（平成28年） | 3,934        |
| 2017年（平成29年） | 3,914        |
| 2018年（平成30年） | 3,814        |

## 車站周邊
西出口
- 藥品11（日语：ドラッグイレブン）Plum garden 花見東店

東出口
- 古賀駕駛學校
- 古賀市立古賀北中學
- 古賀市立千鳥小學
- 福岡縣立古賀特別支援學校
- 千鳥池公園
- 古賀市社會福利中心 千鳥苑
- 福岡縣立玄界高等學校（日语：福岡県立玄界高等学校） 1公里

## 相鄰車站
九州旅客鐵道
鹿兒島本線
■快速、■區間快速
通過
■區間快速（部分列車）、■普通
福間（JA11）－千鳥（JA10）－古賀（JA09）

## 注腳
1. 1 2   (PDF). 九州旅客鐵道.   [2019-07-23]. （原始内容存档 (PDF)于2019-07-12）.
2. ↑  弓削信夫著、『福岡県JR全駅』55頁（葦書房，1993）
3. ↑  . 交通新聞 (交通新聞社). 2009-03-03: 1.
4. 1 2   (PDF). 九州旅客鉄道株式会社.   [2021-12-23]. （原始内容存档 (PDF)于2022-01-27） （日语）.
5. ↑  弓削信夫著・『福岡県JR全駅』55頁（葦書房，1993）

## 外部連結
- 千鳥（車站資訊） - 九州旅客鐵道